# Calamagrostis gigas
Calamagrostis gigas är en gräsart som beskrevs av Hisayoshi Takeda. Calamagrostis gigas ingår i släktet rör, och familjen gräs. Inga underarter finns listade i Catalogue of Life.